# Joanna Grudzińska
Joanna Grudna-Grudzińska avagy Zsanyetta Antonovna Grudzinszkaja grófnő, férjezett Joanna Łowicz hercegné (lengyelül: Joanna Grudna-Grudzińska, księżna łowicka, oroszul: графиня Жанетта Антоновна Грудзинская, княгиня Лович; Poznań, 1795. május 17. – Carszkoje Szelo, 1831. november 17./29.) lengyel és orosz nemes, morganatikus házassága révén Łowicz hercegné.

## Élete
Joanna grófnő egyike volt Antoni Grudziński, Chodzież grófja és Marianna Dorpowska három leányának. Születési helyeként leggyakrabban Poznań városát szokták megadni, egyes források ellenben Varsót jelölik meg szülővárosaként; ugyanígy születési idejére sem vonatkoznak egyöntetű adatok. Joanna Grudzińska híres volt szépségéről és intelligenciájáról a lengyel nemesség körében.
Grudzińska grófnő 1815-ben találkozott először Konsztantyin Pavlovics orosz nagyherceggel, az orosz trón örökösével és Lengyelország alkirályával. Egy I. Sándor orosz cár tiszteletére adott bálon ismerkedtek meg, és Grudzińska viszonyt kezdett az alkirállyal, noha Konsztantyin Pavlovics házasember volt. A nagyherceg 1796-ban vette nőül Julianna szász–coburg–saalfeldi hercegnőt, akivel kapcsolata hamar megromlott, végül 1801-ben Julianna hercegnő elköltözött férjétől. A viszony hatására Konsztantyin nagyherceg benyújtotta válási kérelmét feleségétől, melyet végül 1820. március 20-án fogadtak el.
Pár hónappal a nagyherceg válását követően, 1820. május 27-én Varsóban Konsztantyin Pavlovics feleségül vette Grudzińska grófnőt. A frigy több szempontból is morganatikusnak számított, hiszen Konsztantyin nagyherceg nem kérte ki az orosz cár engedélyét a házassághoz, valamint Grudzińska grófnő nem származott királyi vérből. Ezt orvosolandó 1820. július 4-én I. Sándor cár a „Łowicz hercegné” (oroszul: княгиня Лович) méltóságra emelte Joanna grófnőt, azonban Konsztantyin Pavlovicsnak cserébe le kellett mondania az orosz trón iránti igényéről. Łowicz valójában egy város Lengyelország középső részén, mely a középkorban egy érsekség központjává vált. 1828-ban egy, a grófnő után Lovic hercegné (Княгиня Лович) névre keresztelt fregattot állítottak szolgálatba az Orosz Cári Haditengerészetnél. A Lovic hercegné a földközi-tengeri flottához tartozott, részt vett a görög szabadságharcban és az 1828–29-es orosz–török háborúban.
Az 1830-ban kitört lengyel novemberi felkelés alatt Łowicz hercegnét többen is árulónak bélyegezték meg, mivel a hercegné hűséges maradt férjéhez, aki részt vett a forradalom leverésében. Joanna hercegné ikertestvére, Antonina vagy Maria Grudzińska grófnő annak a Dezydery Chłapowski bárónak lett a felesége, aki a felkelés egyik meghatározó szereplője volt. A felkelés elől menekülve Konsztantyin Pavlovics a fehéroroszországi Vicebszk városban meghalt 1831 júniusában, kolera következtében. Lowicz hercegné hazavitte férje holttestét Szentpétervárra; élete hátralevő pár hónapját a cári udvarban élte le. Joanna Grudna-Grudzińska grófnő és Łowicz hercegné 1831. november 29-én hunyt el Carszkoje Szelóban, feltehetően ő is a kolera miatt. Férje oldalán temették el, maradványait 1929-ben exhumálták, majd ikertestvére és Dezydery Chłapowski báró mellé újratemették Leszno városában.

## Az irodalomban
Idealizált alakja megjelenik Jókai Mór: Szabadság a hó alatt című regényében.